# Kvarntjärnen (Hällefors socken, Västmanland, 664494-143691)
Kvarntjärnen är en sjö i Hällefors kommun i Västmanland och ingår i Norrströms huvudavrinningsområde.